# Vologase II
Vologase II anche Vologese (fl. I secolo) fu re dei Parti dal 78 all'80.
Succeduto al padre Vologase I, si conosce poco del suo regno: pare sia stato deposto dallo zio Pacoro II.